# Tom Horton
Dr Tom Horton is een personage uit de soapserie Days of our Lives. De rol werd gespeeld door acteur Macdonald Carey vanaf de eerste aflevering op 8 november 1965 tot aan zijn dood in 1994. Van tijd tot tijd komt Tom nog in beeld voor een optreden als geest, maar gezien de acteur overleden is halen ze dit materiaal uit de archieven van de serie.

## Personagebeschrijving
Tom is de patriarch van de familie Horton. Hij ontmoette Alice Grayson op de middelbare school, waar hij een baseballster was. Ze werden verliefd en trouwden in 1930. Tomen Alice kregen vijf kinderen: Tommy, Addie, Mickey, Bill en Marie. Tom was dokter en werkte in het ziekenhuis van Salem. Tommy was in 1953 overleden in de Koreaanse Oorlog.
In 1967 kwam dokter Mark Brooks naar Salem en hij werd verliefd op Marie. Na een tijdje begonnen Tom en Alice gelijkenissen te zien met hun overleden zoon Tommy en na een onderzoek bleek dat Mark Tommy was, maar dat hij plastische chirurgie had ondergaan na de oorlog en dat hij zijn geheugen kwijt was. Marie en Tommy verbraken hun relatie en Marie trad in het klooster.
In 1968 ontdekte Tom dat zijn zoon Mickey steriel was en geen kinderen kon verwekken. Toen hij Mickey’s zwangere vrouw Laura hier mee confronteerde zei ze Mickey’s broer Bill haar verkracht had. Beiden besloten om dit geheim te houden om Mickey te sparen.
In 1977 kreeg Tom een hartaanval en bleef enkele maanden in het ziekenhuis. Een jaar later werd hij diensthoofd in het ziekenhuis.
In 1991 kwam uit dat Alice en Tom niet wettelijk getrouwd waren. Alice was hier het hart van in maar het kon Tom weinig schelen omdat hij vond dat ze in hun hart wel getrouwd waren. Dit was echter niet voldoende voor Alice en ze eiste dat Tom opnieuw met haar zou trouwen en ze verliet zelfs het huis. Op 17 oktober 1991 hertrouwden ze dan.
Toen Tom overleed op 21 juni 1994 was het koppel al meer dan 60 jaar samen, geen sinecure in een soapserie.